# Bieńkowo (gromada)
Bieńkowo – dawna gromada, czyli najmniejsza jednostka podziału terytorialnego Polskiej Rzeczypospolitej Ludowej w latach 1954–1972.
Gromady, z gromadzkimi radami narodowymi (GRN) jako organami władzy najniższego stopnia na wsi, funkcjonowały od reformy reorganizującej administrację wiejską przeprowadzonej jesienią 1954 do momentu ich zniesienia z dniem 1 stycznia 1973, tym samym wypierając organizację gminną w latach 1954–1972.
Gromadę Bieńkowo z siedzibą GRN w Bieńkowie utworzono – jako jedną z 8759 gromad na obszarze Polski – w powiecie braniewskim w woj. olsztyńskim na mocy uchwały nr 11 WRN w Olsztynie z dnia 4 października 1954. W skład jednostki weszły obszary dotychczasowych gromad Bieńkowo, Grabowiec, Krzekoty, Jachoty (Jachowo?), Mędrzyki i Zagaje ze zniesionej gminy Lelkowo w tymże powiecie. Dla gromady ustalono 10 członków gromadzkiej rady narodowej.
31 grudnia 1967 z gromady Bieńkowo wyłączono: a) część obszaru PGR Żelazna Góra (36 ha), włączając ją do gromady Żelazna Góra; oraz b) część obszaru PGR Głębock (104 ha), włączając ją do gromady Lelkowo – w tymże powiecie; do gromady Bieńkowo włączono natomiast: a) część obszaru PGR Piele (326 ha) z gromady Lelkowo; b) części obszarów PGR Wyszkowo i PGL nadleśnictwo Rogity (razem 523 ha) z gromady Wola Lipowska; a także c) dwie części obszaru PGR Jachowo (61 + 17 ha) oraz części obszarów PGR Wyszkowo i PGL nadleśnictwo Rogity (razem 422 ha) z gromady Żelazna Góra w tymże powiecie.
Gromadę zniesiono 30 czerwca 1968, a jej obszar włączono do gromady Lelkowo w tymże powiecie.